# Anisophyllea corneri
Anisophyllea corneri är en tvåhjärtbladig växtart som beskrevs av Ding Hou. Anisophyllea corneri ingår i släktet Anisophyllea och familjen Anisophylleaceae. Inga underarter finns listade i Catalogue of Life.